# هانز فون وانغنهايم

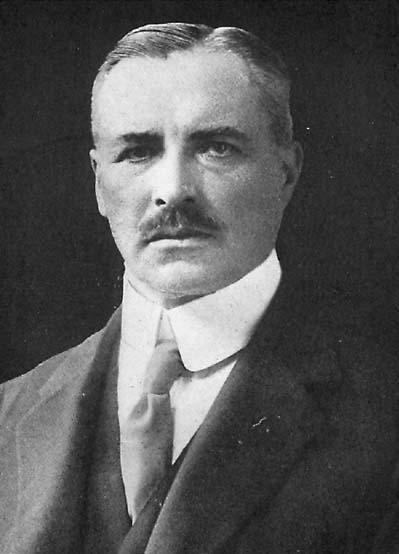
البارون هانز فون وانغنهايم

البارون هانز فون وانغنهايم (بالألمانية: Hans von Wangenheim)‏ (من مواليد 1859، والمُتوفَّى في 26 أكتوبر 1915) هو دبلوماسي لألمانيا الإمبراطورية. تُوفي هامز بسبب سكتة دماغية، وتم تشخيصه على الأرجح على أنه وهن عصبي. 

## حياته
كان هانز فون وانغنهايم نبيلًا ألمانيًا وُلد في غوثا. وفي عام 1902، تزوّج من يوهانا فراين فون سبيتزبيرج (1877-1960)، ابنة كارل بارون فون سبيتزبرغ، وهيلديغارد بارونيس فون سبيتزبرغ، المعروفة باسم فريين فون فارنبولر. 
خدم في الخارج على النحو التالي: 
- سكرتير أول في السفارة في القسطنطينية 1899-1904
- وزير في المكسيك 1904 - 1908
- القائم بالأعمال في طنجة 1908
- وزير في أثينا 1909 - 1912
- سفير الامبراطورية العثمانية 1912-1915

### الحرب
مع اندلاع الحرب العالمية الأولى، كان لهانز دور فعال في تأمين دخول الإمبراطورية العثمانية إلى الحرب كجزء من القوى المركزية. أشرف وانغنهايم على محاولة ماكس فون أوبنهايم الناجحة للحصول على إعلان الخليفة العثماني محمد الخامس الجهاد ضد الوفاق الثلاثي. وخلال فترة الإبادة الجماعية للأرمن، كانت هناك اتهامات بالتواطؤ الألماني، وأثيرت أسئلة حول موقف وانغنهايم من «عدم التدخل»؛ مثلما أشار السفير الأمريكي في الإمبراطورية العثمانية هنري مورجينثاو في كتابه قصة السفير مورجينثاو (1918) حيث انتقد بشدة دور وانغنهايم. وفي مقابلة مع صحفي أمريكي، قال وانغنهايم: «أنا لا ألوم الأتراك على ما يفعلونه للأرمن. . . ففعلتهم مُبرّرة تمامًا».
كان في تركيا في ذلك الوقت أيضًا الثوري الاشتراكي، وتاجر السلاح، والعميل الألماني ألكسندر بارفوس. أرسل وانغنهايم بارفوس إلى برلين في مارس 1915 مصادقًا على خطة بارفوس بأن تدعم ألمانيا البلاشفة ضد الإمبراطورية الروسية.
واعتبر رجل الدولة الروسي سيرجي سازونوف أن وانغنهايم هو «أنجح الدبلوماسيين المقاتلين الألمان».

## روابط خارجية
- قصاصات الصحف حول هانس فريهير فون وانغنهايم